# Sông Thames
Sông Thames (phát âm như là sông Thêm) là con sông ở phía Nam nước Anh, nó là con sông quan trọng nhất ở Anh. Sông Thames là nguồn cung cấp nước chính cho London. Đoạn sông ngay phía dưới cầu London được gọi là Pool, và đoạn giữa cầu này và Blackwall được gọi là Port. Hai bên bờ được kè bao. Ở đầu gần cửa sông có xây dựng một hệ thống đập nước sông Thames giúp cản nước lũ vào mùa bão.

## Cấu tạo

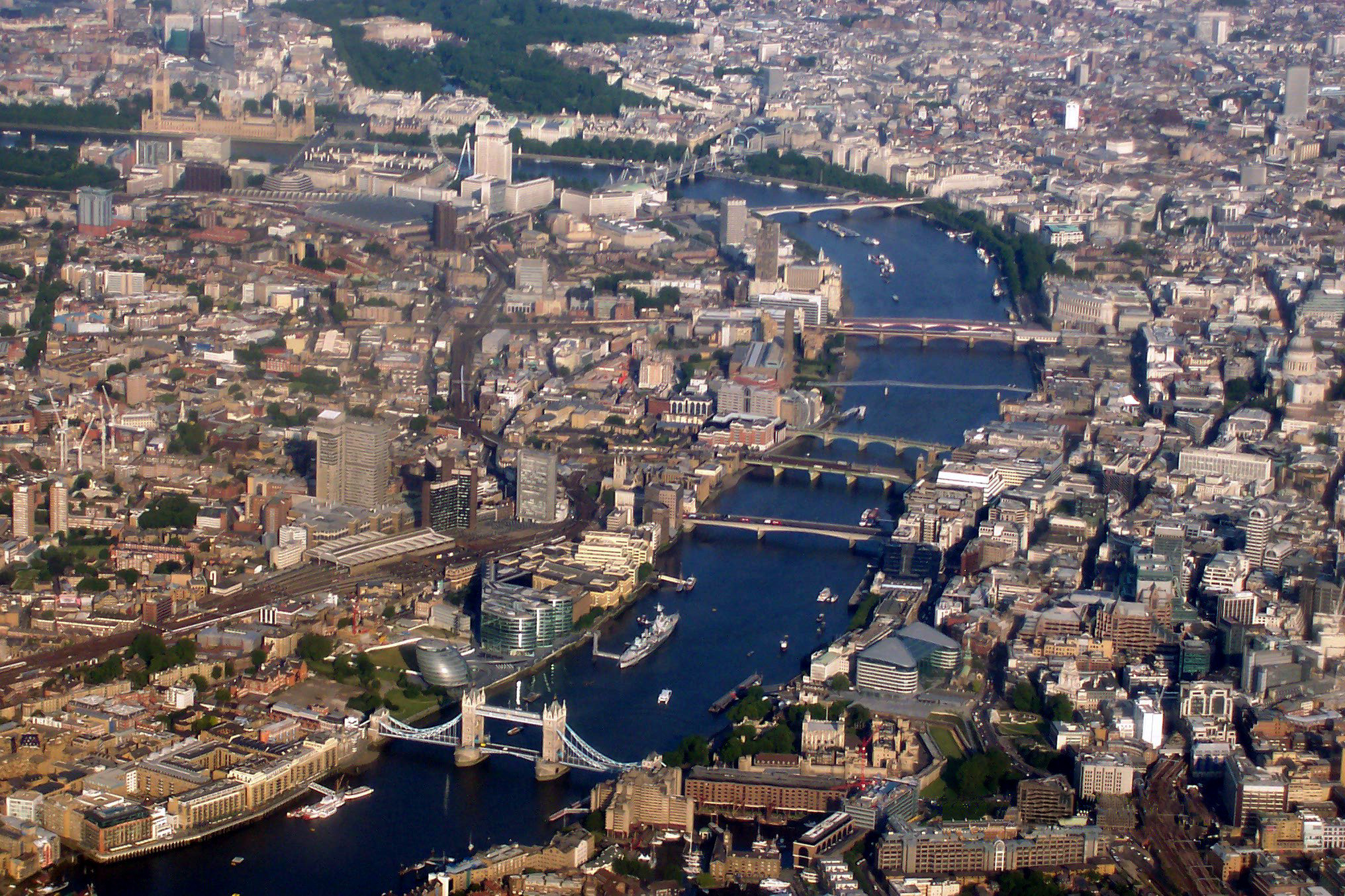

Sông được tạo thành bởi bốn sông nhánh: Isis, Churn, Colne và Leach — bên sườn phía Đông Nam của các đồi Cotswold ở Gloucestershire, gần Cheltenham. Các sông nhánh hội tụ tại thành phố Oxford và nhìn chung chảy theo hướng Đông Nam đến Reading, qua một khe rãnh ở dốc núi Chiltern. Sông Thames sau đó nhìn chung chảy theo hướng Đông qua London, và một vài cây số dưới Gravesend nó mở ra một cửa sông rộng và đổ vào Biển Bắc.
Sông Thames có chiều dài 346 km; tại Woolwich, 448 m (1470 ft); tại bến tàu Gravesend 732 m (2400 ft); 5 km (3 mi) dưới Gravesend, 1180 m (3870 ft); tại Nore Light 10 km (6 mi); và tại cửa sông, giữa Whitstable và Foulness Point, cửa sông dài 29 km (18 mi).
Khu vực bến tại London có 56 km sông Thames từ Tower Bridge đến Vũng tàu Tilbury, và tàu biển được thả neo tại đây. Dù phần thượng lưu của vũng tàu (dock) có thủy triều, phần hạ lưu lại cho phép tàu biển vào đây vào bất kỳ thời điểm thủy triều nào. Các vũng tàu Tilbury, đã được đóng cửa năm 1981 và được quy hoạch lại thành khu vực công nghiệp nhẹ. 

## Hệ động vật
Dưới lòng sông có một thế giới tràn đầy sự sống. Ở đó có một lượng lớn các loài cá, động vật không xương và động vật ăn thịt săn mồi hàng đầu sinh sống. Người ta đã ghi chép về 2.732 con vật trên sông Thames trong 10 năm gần đây.
Trong đó các loài động vật biển có vú thường xuyên xuất hiện với số lượng lớn trên sông Thames. Hải cẩu là động vật được bắt gặp nhiều nhất tại cầu tàu Canary, London với có khoảng 670 con hải cẩu tại những bến cảng. Sông Thames còn là nơi sinh sống của 49 con cá voi và 444 con cá heo.

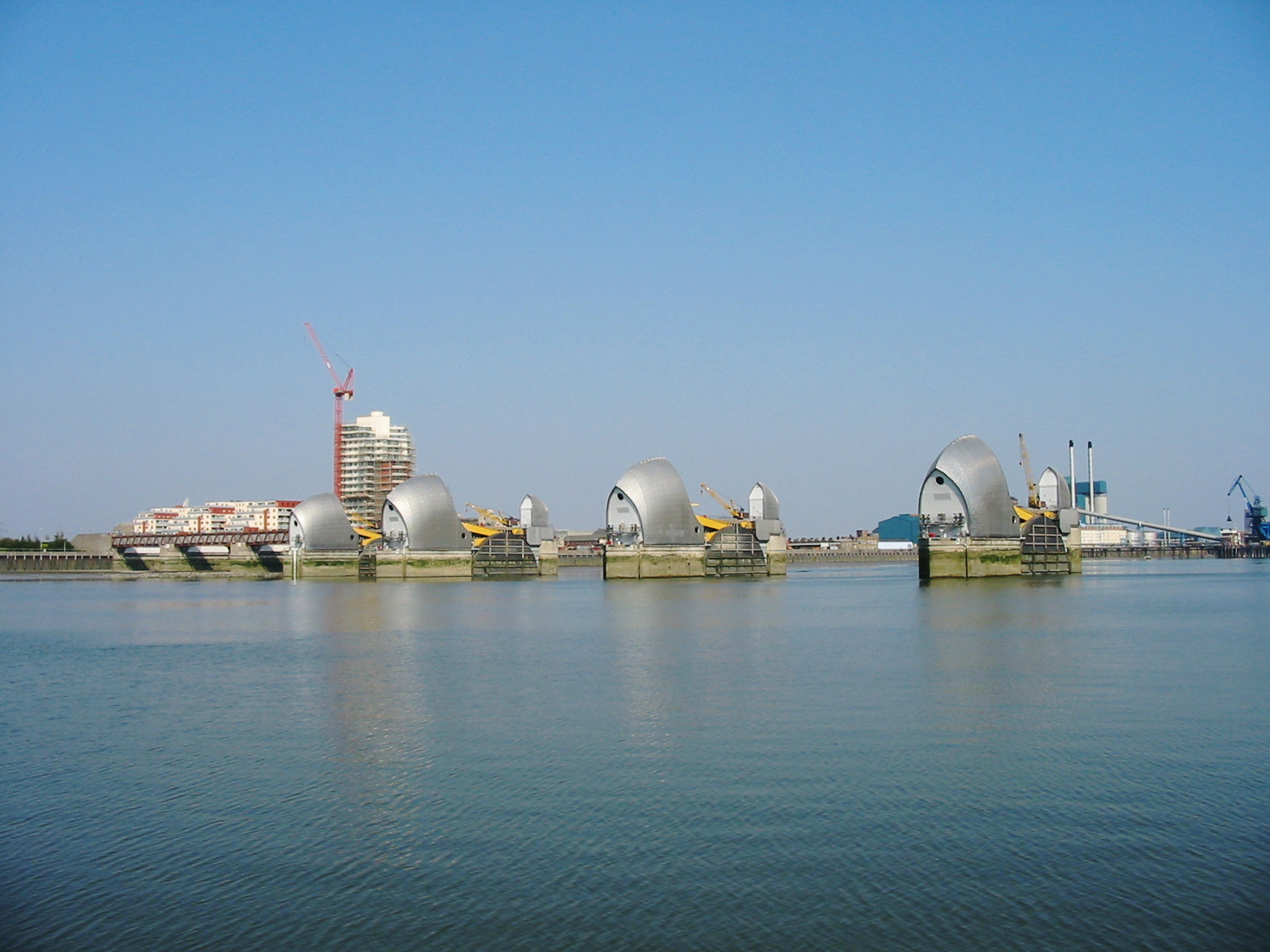
Đập sông Thames
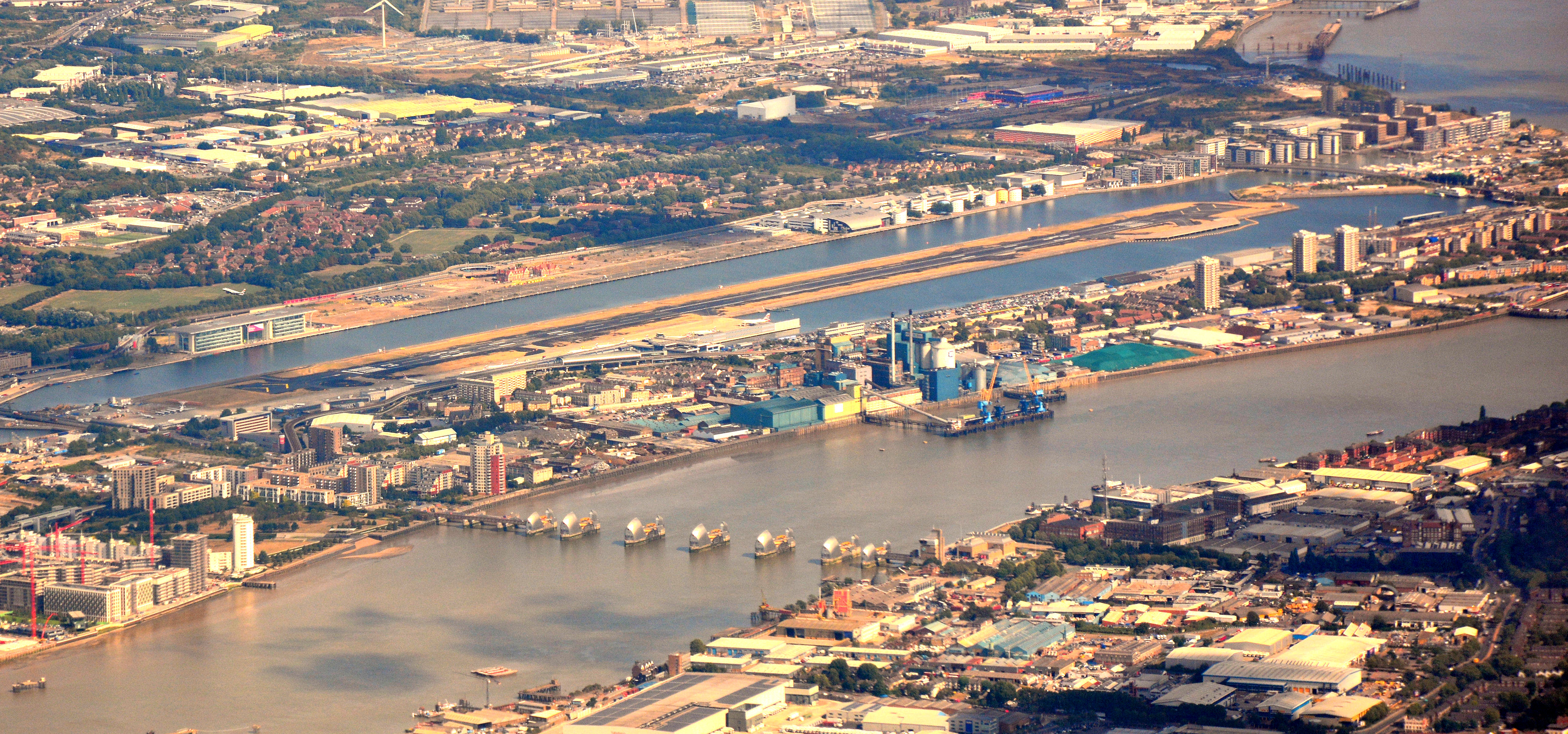
Sân bay London City được xây dựng trên một phần của khu vực bến tàu cũ ở Đông London
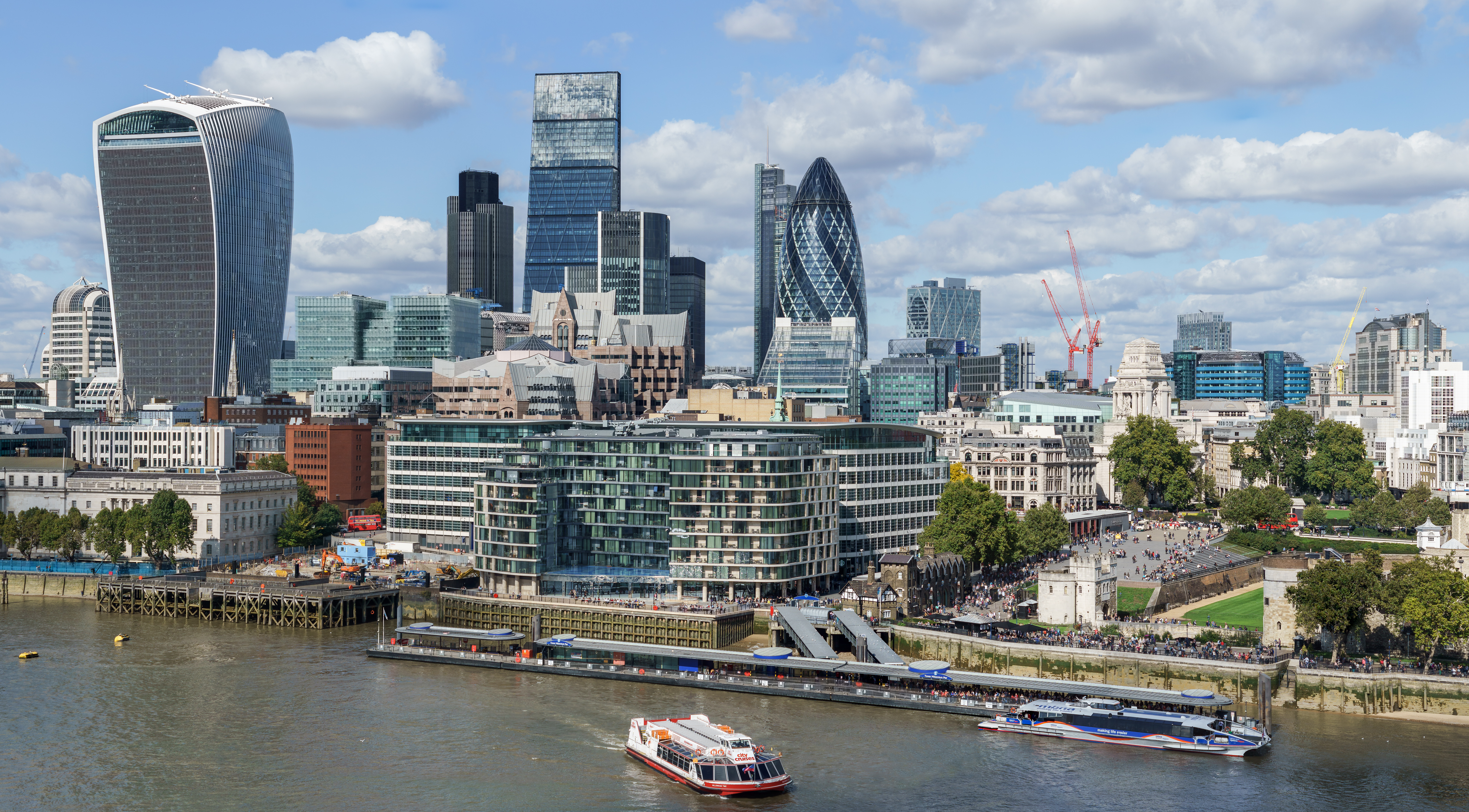
Một góc thành phố Luân Đôn bên dòng sông Thames, trong đó có các tòa nhà 20 Fenchurch Street, Tower 42, 122 Leadenhall Street, 30 St Mary Axe, Heron Tower, và bến tàu Tower Millennium